# Xambes
 Xambes  es una población y comuna francesa, en la región de Poitou-Charentes, departamento de Charente, en el distrito de Angoulême y cantón de Saint-Amant-de-Boixe.

## Demografía
| 289 | 300 | 284 | 297 | 320 | 320 |
| Para los censos de 1962 a 1999 la población legal corresponde a la población sin duplicidades (Fuente: INSEE [Consultar]) |     |     |     |     |     |